# District de Gutu
Le district de Gutu est une subdivision administrative de second ordre de la province de Masvingo au Zimbabwe.
En 2012, la population du district était estimée à 203 083 habitants.